# Obere Vorstadt (Volkach)

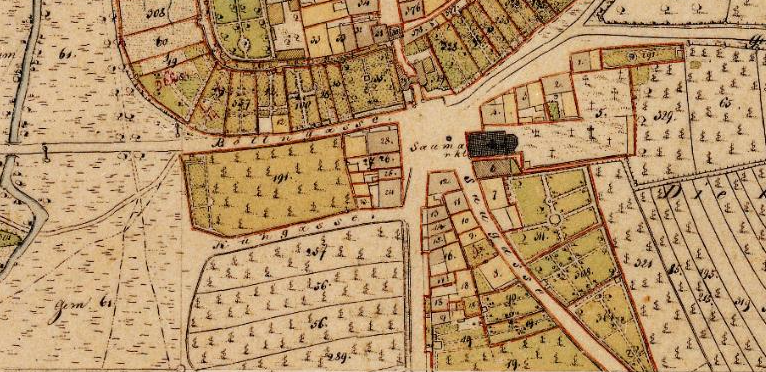
Die Obere Vorstadt im Urkataster des 19. Jahrhunderts

Die Obere Vorstadt ist ein historischer Siedlungskern der unterfränkischen Stadt Volkach im Landkreis Kitzingen. In der Oberen Vorstadt lag an einer Kreuzung lange Zeit das eigentliche Marktareal der Stadt. Dort entstanden auch die ersten sozialen Einrichtungen Volkachs, wie ein Armen- und ein Siechenhaus. Heute ist die Obere Vorstadt eines der Zentren des Einzelhandels in der Kernstadt.

## Geografische Lage
Die Obere Vorstadt liegt südlich der Volkacher Altstadt, die alten Straßenverläufe sind noch erkennbar. Sie zieht sich entlang der Volkacher Stadtbefestigung. Heute ist die Obere Vorstadt vollständig von bebauter Fläche umschlossen. Im Osten schließen sich die Neubaugebiete um die Dr.-Eugen-Schön-Straße an. Südlich befinden sich ebenfalls Baugebiete, dort beginnen auch die Gewerbegebiete der Stadt. Den Westen nimmt das alte Bahnhofsareal ein, das  mit dem sogenannten Einkaufspark bebaut ist.
Die Obere Vorstadt besteht aus folgenden Straßen (in Klammern die früheren Straßennamen, die durch die alten Hausnummern 1 bis 28 repräsentiert wurden):
| - Bahnhofstraße (Böllngasse) - Dimbacher Straße (Saugasse) - Kühgasse (Kuhgasse) |  | - Oberer Markt (Saumarkt) - Prof.-Jäcklein-Straße - Sommeracher Straße (Am Schwarzacher Wege) |  |

## Geschichte
Die Obere Vorstadt war ein wichtiger Faktor für den Aufstieg Volkachs zur Stadt. Dort gab es bereits in fränkischer Zeit einen frühen Marktort, der zwischen dem Königshof Prosselsheim und dem Steigerwald vermittelte. Zugleich wurde dort der Main vom Militär der kolonisierenden Franken häufig überquert. Diese Heerstraße durch die Obere Vorstadt verlor bereits in spätfränkischer Zeit gegenüber der in Nord-Süd-Richtung verlaufenden Handelsstraße Schweinfurt–(Kitzingen)–Ansbach an Bedeutung.

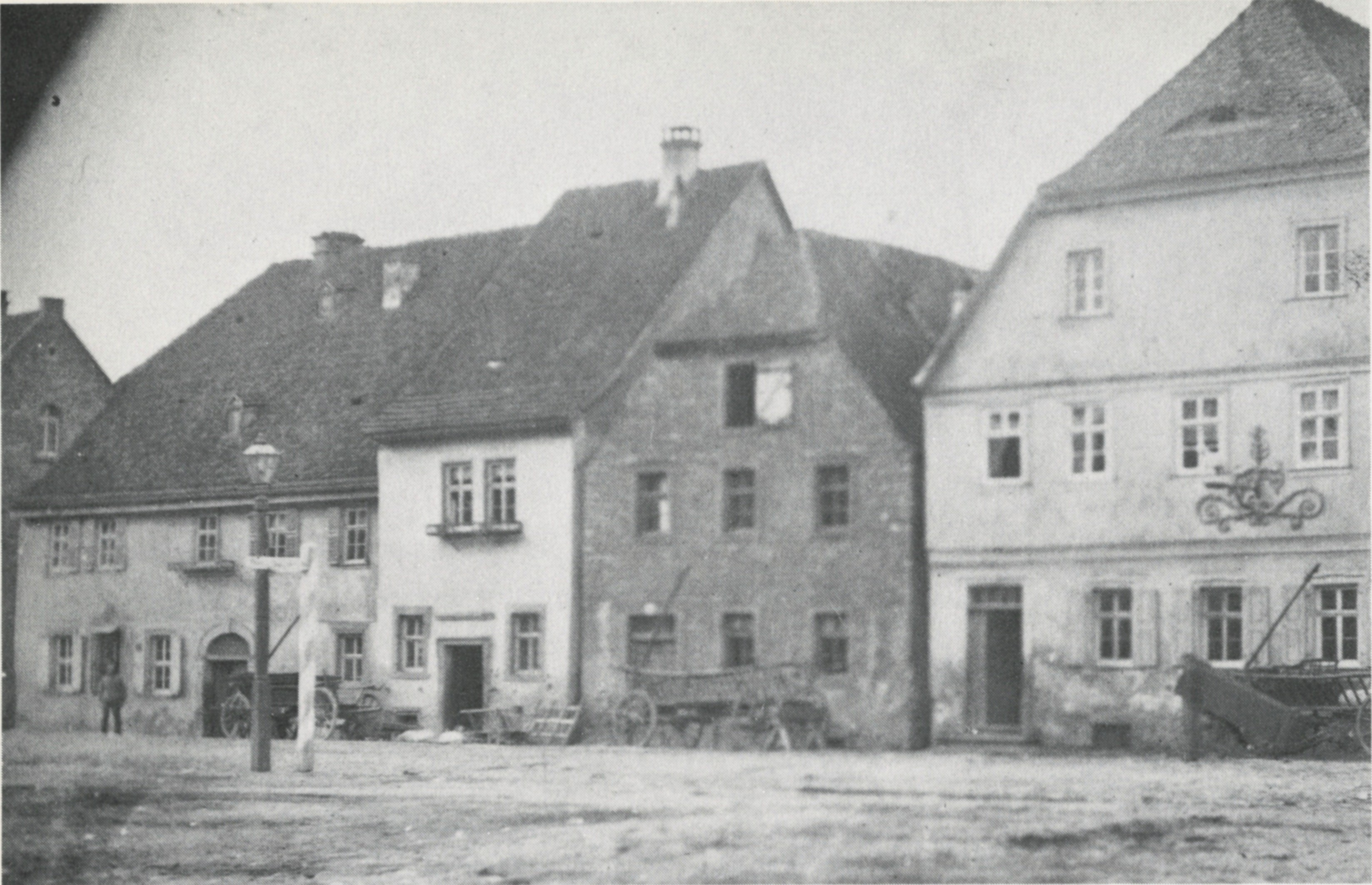
Obere Vorstadt, Fotografie 19. Jahrhundert

Mit dem Aufkommen des Weinbaus im 7. oder 8. Jahrhundert wurde die Obere Vorstadt zum wichtigen Marktort mit einer Zentralfunktion für das Umland. Neben dem Wein handelte man mit Tuch, Salz, Eisen, Kohle, Fisch und Fässern. Schnell siedelten sich Händler an. Zugleich erhielt die benachbarte Hörigensiedlung, das eigentliche Volkach, nach und nach alle Rechte für den Aufstieg zur Stadt. Sinnfälligstes Symbol war die Ummauerung der Siedlung im 13. Jahrhundert, fortan lag der Markt (nun als echte Vorstadt) außerhalb der Ringmauer vor dem Sommeracher Tor.
Bald erweiterte man das mittelalterliche Marktareal, sodass es sich vom heutigen Oberen Markt (in der Vorstadt) entlang der Hauptstraße (innerhalb der Befestigung) bis zum heutigen Marktplatz zog. Bis zum Ende des Mittelalters übertraf der Obere Markt den eigentlichen Marktplatz an Bedeutung für den Handel, erst mit dem Bau des Rathauses im 16. Jahrhundert änderte sich dies. Inzwischen lagen in der Oberen Vorstadt die sozialen Einrichtungen der Stadt, ein Seel-, ein Armen- und ein Siechenhaus, seit 1544 der Friedhof und die Totenkapelle extra muros (vor den Mauern).
Obwohl die Obere Vorstadt nach und nach ihre Verkehrs- und Marktzentralität gegenüber der eigentlichen Stadt einbüßte, blieb sie ein wichtiger Verkehrsknoten zur Burg Hallburg (als Zollburg) und zur Mainfähre Astheim. Im Dreißigjährigen Krieg blieb die Vorstadt ohne Befestigung dennoch bewohnt, während die Untere Vorstadt fast zur Wüstung wurde. 1698 waren noch sieben Wohnhäuser bewohnt, es existierten keine öden Hofstätten. Die Siedlungskontinuität in Kriegszeiten unterstreicht die Wichtigkeit der Vorstadt, durch die seit 1646 auch die Wallfahrt nach Burgwindheim führte. Ihr zu Ehren wurde ein Bildstock, die sogenannte Blutsmarter, gesetzt.

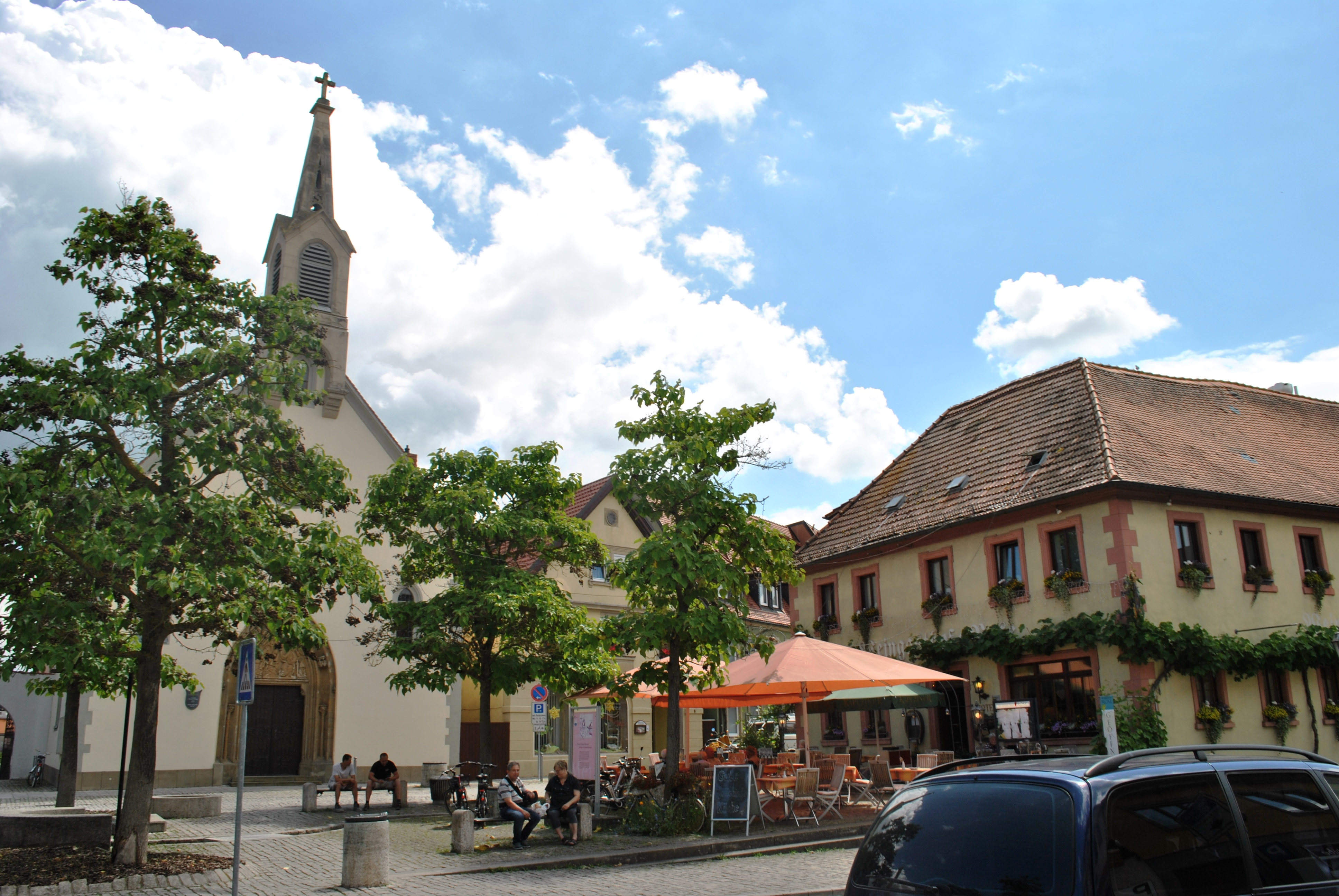
Der Obere Markt mit Totenkapelle (St. Michael) und Gasthof

Im 19. Jahrhundert begann die Stadt Volkach aus ihrem mittelalterlichen Mauerring hinauszuwachsen, was auch die beiden Vorstädte betraf. Im Jahr 1833 gab es bereits 17 Wohnhäuser und Nebengebäude in der Oberen Vorstadt. Ein Großbrand am 18. Juli 1859 zerstörte 14 dieser Baulichkeiten und beschädigte auch die Totenkapelle schwer. Der Obere Markt war mittlerweile in Saumarkt umbenannt worden, weil dort überwiegend mit Schweinen gehandelt wurde.
Mit dem Bau der Mainbrücke 1892 und der Einrichtung der Mainschleifenbahn 1909 erhielt die Obere Vorstadt ihre frühere Zentralität zurück. Im Westen des Siedlungsteils entstand der Bahnhof, an den sich bald erste Gewerbeanwesen anschlossen. Im 19. Jahrhundert war der sogenannte Schützengarten ein Ausflugslokal an der heutigen Sommeracher Straße.
Nach und nach wuchs die Stadt um die Obere Vorstadt herum, sodass sie heute als Erweiterung der Altstadt eine ähnliche Einzelhandelsdichte wie diese aufweist und als Bindeglied zu den Neubaugebieten gelten kann. Heute wird nur noch selten von der Oberen Vorstadt gesprochen, stattdessen ist zumeist vom Oberen Markt die Rede, der in den 2000er Jahren durch regionale Künstler zu einem zentralen Punkt am Rande der Altstadt aufgewertet wurde.